# Ковальське зварювання
Ко́вальське зва́рювання — це з'єднання двох або більше металевих деталей в одне ціле при високій температурі й тиску. Воно відбувається в умовах температури, близької до точки солідуса, при проковуванні зварюваних деталей,накладених одну на одну.
Є декілька різновидів ковальського зварювання:
- ковальське зварювання з використанням молотів або гідравлічних пресів.
- зварювання прокаткою шляхом сумісного деформування деталей (частіше листів). Використовується для виготовлення біметалів, листових теплообмінників та ін.
- зварювання волочінням при сумісному протягуванні деталей через спеціальну фільєру (волоку). Використовується при виготовленні біметалевих проволок, трубок, стрічок та ін.

## Історія винаходу та розвитку
Першим технологічним процесом в історії техніки, за допомогою якого люди могли одержати нероз'ємні з'єднання матеріалів, було ковальське зварювання. При цьому процесі міцне зчеплення з'єднуваних поверхонь досягається за рахунок взаємодії атомів. Металографічні дослідження виробів трипільських племен, які жили на території Південно-Західної України і Бессарабії в IV-III тис. до н.е. показали, що при виготовленні шила, долота, амулетів та нашивних брошок застосовували ковальське зварювання міді. В цих випадках ковальське зварювання служило для збільшення розмірів заготовок. При виготовлені мідних намист кінці зігнутої на круглій оправці штаби з’єднували внахлест і зварювали ковальським способом. Зварювання міді застосовували не тільки для виготовлення речей, але й для їх ремонтування. У більшості випадків якість зварювання було не дуже високою, а в з’єднаннях
з’являлися тріщини, пори і шлакові включення. Застосування ковальського зварювання в епоху енеоліту у трипільських племен було викликано тим, що місцеві майстри ще не знали техніки плавлення і відливання металів. Особливо високого розвитку і великого різноманіття досягає техніка ковальського зварювання в залізну добу. Залізо не просто розширило асортимент матеріалів, які людина вже використовувала для своїх потреб, але й здійснило великий вплив на всі основні види діяльності людини в побуті та суспільному житті. Стародавні вироби із заліза відносяться до IV ст. до н.е. і знайдені в Єгипті. На початку залізної доби ковалі вже вміли робити зброю і предмети побуту із заліза. При цьому маса виробів набагато перевищувала ту кількість металу, що за одну плавку могли видати металурги. А тому окремі заготовки з’єднували в моноліт, а сам процес отримання залізної заготовки наполовину складався із ковальського зварювання. При сиродутному або кричному способах отримання заліза, що панував протягом тисячоліть, залізо добували безпосередньо із руди у вигляді криці, застосовуючи кількаразове проковування, що чергувалося з нагрівом, витіснявши шлак і досягають зварювання окремих частинок заліза. В ті ж віддаленні часи удосконалювалось уміння зварювати окремі шматки заліза для їх з’єднання, при ремонті зламаних залізних засобів праці та зброї шляхом нагрівання і наступному проковування.

## Досягнення
Майстри Київської Русі в IX-XIII ст. в металургії і металообробці досягли неймовірних висот. Технічний рівень ремесла значно випереджав країни Західної Європи. Саме, в Київській Русі було освоєно виробництво високоякісної вуглецевої сталі. Ковальське зварювання була провідним, відмінно розробленим і освоєним технологічним прийомом при виробництві виробів із заліза і сталі. Ковальське зварювання використовувалася при виготовленні близько 70% металевих виробів.
Монголо-татарське нашестя стало причиною спаду ремісничої діяльності на Русі. Тільки у другій половині XIV ст. відбулося його відновлення на свіжій технічній основі. Широке застосування водяного двигуна призвело до виникнення більш досконалого металургійного підприємства - рудня. На новий щабель вийшло і ковальсько-зварювальне справу. Зварювання та її передовими технологіями використовувалася для виготовлення вогнепальної зброї: гармат, матрацах і пищалей.
Особливого мистецтва досягло зварювання срібла. Були розроблені складні технічні прийоми в тому числі, нагрівання, до 500 0С, і підтримання цієї температури під час зварювання. Судячи з великих листів срібла (на яких зварні шви вдалося знайти тільки за допомогою рентгенографії), датовані V–IV ст. до н.е., стародавні майстри прекрасно володіли такою технологією зварювання.
У XV-XVI ст. ковальське ремесло піднялося на новий щабель. Бойові сокирки зі сталевими лезами і бронзовими обухами, браслети і персні з черню, прикраси - показують чудова майстерність ремісника.
Будь-які технологічні прийоми ковальського зварювання змінювалися з часом. Вони перетворювалися в залежності від рівня розвитку ремесла і товарного виробництва. У міру того як фахівець переходив до випуску все більш масовою продукції, технологія її виробництва все більше спрощувалася. Поступово ковальське зварювання досягла такого розвитку, що стала застосовуватися для виробництва особливо відповідальних виробів (наприклад, залізничних рейок). Засновником цієї технології став англійський інженер Ніксон. У цей період ковальське зварювання досягла своєї вершини. Фахівці-ремісники досконало володіли технологією, розробляли нові прийоми і методи з'єднання складних деталей, виготовляючи знаряддя праці, інструменти і зброю. Майстри намагалися модернізувати ковальську зварювання. Ручна праця молотобійців був замінений роботою механічних молотів. Але навіть самі передові методи ковальського зварювання вже не задовольняли все зростаючих потреб виробництва. І починаючи з XV ст. поряд з ковальської зварюванням, стали розвиватися зварювальні процеси.
У XIX ст. ковальське зварювання була механізована для промисловості. Ковальське зварювання стала застосовуватися для виготовлення біметалів (бронза + сталь), труб діаметром до 600 мм з прямим і спіралеподібним швом.
Наприкінці XIX ст. на основі досягнень у галузі фізики, хімії, механіки і електротехніки в зварюванні стався своєрідний вибух. Були створені потужні електричні джерела нагріву і освоєно газокисневі полум'я.